# Joël Tshibamba
Joël Omari Tshibamba (ur. 22 września 1988 w Kinszasie) – kongijski piłkarz występujący na pozycji napastnika w holenderskim klubie Achilles '29.

## Kariera

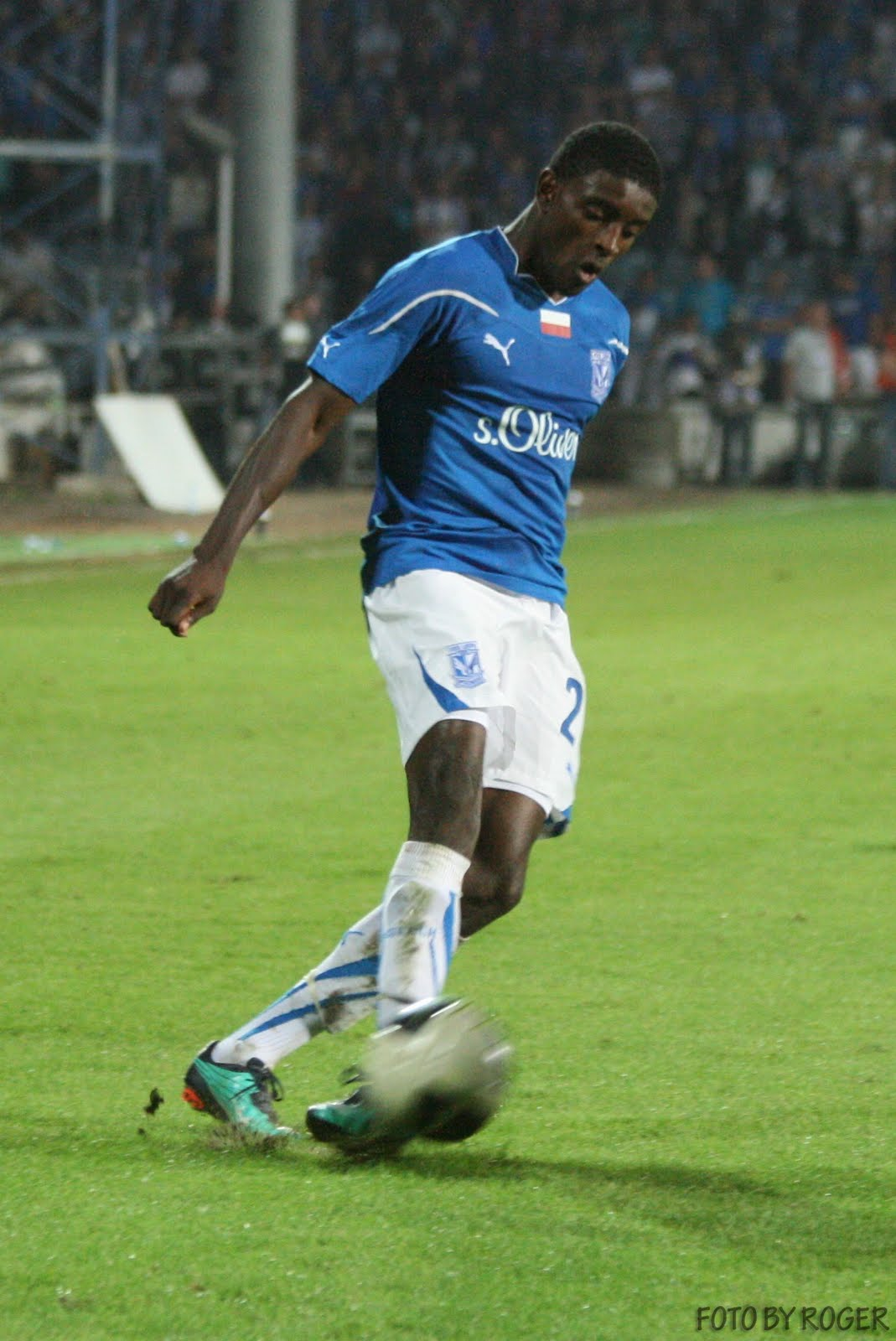
Tshibamba w meczu Lech Poznań – Sparta Praga

### Wczesne lata
Tshibamba pochodzi z Demokratycznej Republiki Konga. W młodym wieku przeniósł się do Holandii, gdzie rozpoczynał karierę piłkarską. Występował w drużynach juniorskich NEC Nijmegen, po ukończeniu 18 roku życia został przeniesiony do pierwszej drużyny. W debiutanckim sezonie, w którym rozegrał 9 meczów i strzelił 3 gole, występował także w Pucharze UEFA. Następnie został wypożyczony do FC Oss.

### Arka Gdynia
W przerwie zimowej sezonu 2009/2010, gdy rozwiązano z nim umowę w Nijmegen, przeniósł się do Arki Gdynia, w barwach której rozegrał 12 meczów i strzelił 5 goli.

### Lech Poznań
17 lipca 2010 Tshibamba podpisał czteroletni kontrakt z Lechem Poznań. W pierwszej drużynie zadebiutował 10 dni później w meczu eliminacyjnym Ligi Mistrzów ze Spartą Praga. Jedynego gola w barwach Lecha strzelił 21 października 2010 w wyjazdowym meczu Ligi Europy z Manchesterem City.

### Larisa
W styczniu 2011 roku napastnik został wypożyczony do greckiej Larisy. Pierwszego gola w nowym klubie trafił 16 stycznia 2011 roku w wygranym 2-1 meczu przeciwko Iraklisowi Saloniki. 15 lipca tego samego roku po rozwiązaniu kontraktu z Lechem Poznań, podpisał czteroletni kontrakt z greckim zespołem. Swoje debiutanckie trafienie w sezonie 2011/2012 miał w wygranym 3-1 spotkaniu z Werią. 18 grudnia 2011 roku zaliczył hat trick przeciwko Anagennisi Epanomi F.C. (mecz zakończył się wygraną jego drużyny 5-2).

### Krylja Sowietow
23 lutego 2012 roku Tshibamba został wypożyczony do końca sezonu do zespołu Krylja Sowietow. We wrześniu tego samego roku powrócił do Larisy. W grudniu 2012 odszedł i rozwiązał kontrakt z powodów problemów finansowych klubu.

### Henan Jianye
10 stycznia 2013 roku napastnik podpisał dwuletni kontrakt z chińskim drugoligowcem, Henan Jianye.

### FC Vestsjaelland
13 sierpnia 2013 roku Kongijczyk podpisał 2-letni kontrakt z duńskim klubem.

## Statystyki
Stan na 14 listopada 2010
| Klub         | Sezon        | Liga          | Liga  | Liga   | Puchary krajowe | Puchary krajowe | Puchary europejskie | Puchary europejskie | Suma  | Suma   |
| Klub         | Sezon        | Liga          | Mecze | Bramki | Mecze           | Bramki          | Mecze               | Bramki              | Mecze | Bramki |
| ------------ | ------------ | ------------- | ----- | ------ | --------------- | --------------- | ------------------- | ------------------- | ----- | ------ |
| NEC Nijmegen | 2008-2009    | Eredivisie    | 10    | 3      | 0               | 0               | 0                   | 0                   | 10    | 3      |
| FC Oss       | 2009         | Eerstedivisie | 14    | 5      | 0               | 0               | 0                   | 0                   | 14    | 5      |
| Arka Gdynia  | 2010         | Ekstraklasa   | 12    | 5      | 0               | 0               | 0                   | 0                   | 12    | 5      |
| Lech Poznań  | 2010         | Ekstraklasa   | 11    | 0      | 3               | 0               | 6                   | 1                   | 20    | 1      |
| AE Larisa    | 2011         | Alpha Ethniki | 12    | 3      | 0               | 0               | 0                   | 0                   | 3     | 1      |
| Suma         | NEC Nijmegen | NEC Nijmegen  | 10    | 3      | 0               | 0               | 0                   | 0                   | 10    | 3      |
| Suma         | FC Oss       | FC Oss        | 14    | 5      | 0               | 0               | 0                   | 0                   | 14    | 5      |
| Suma         | Arka Gdynia  | Arka Gdynia   | 12    | 5      | 0               | 0               | 0                   | 0                   | 12    | 5      |
| Suma         | Lech Poznań  | Lech Poznań   | 11    | 0      | 3               | 0               | 6                   | 1                   | 20    | 1      |
| Suma         | AE Larisa    | AE Larisa     | 12    | 3      | 0               | 0               | 0                   | 0                   | 12    | 3      |
| Suma         | Wszystkie    | Wszystkie     | 58    | 16     | 3               | 0               | 6                   | 1                   | 67    | 17     |